# Игбо-рэп
Игбо-рэп (англ. Igbo rap) — нигерийский стиль хип-хопа, созданный в юго-восточном регионе Нигерии, доминирующим этносом в котором является народ игбо. Стал популярным с 2000 года. Стиль развивался в основном под влиянием традиционной музыки игбо и афро-американской музыки. Среди других производных стилей, можно назвать игбо-хайлайф, R&B и афро-соул. Большинство исполнителей и групп, которые исполняют игбо-рэп, обычно пишут тексты на языке игбо, хотя в некоторых случаях он сочетается с найджа.
Пионерами игбо-рэпа были Mr Raw (ранее Dat N.I.G.G.A. Raw), Massai (позднее ушёл в юристы), Slow Dog, MC Loph и 2Shotz. Сегодня к исполнителям игбо-рэпа относят таких популярных музыкантов, как Phyno, Zoro Swagbag, Hype MC (младший брат Mr Raw), K-Large (считается самым быстрым игбо-рэпером), Chimason и Tidinz.